# Intersputnik
Intersputnik (ros. Международная организация космической связи „Интерспутник”, pol. Międzynarodowa Organizacja Łączności Kosmicznej „Intersputnik”) – organizacja międzynarodowa utworzona 15 listopada 1971 roku z inicjatywy ZSRR jako agenda RWPG i odpowiednik ówczesnej organizacji Intelsat. Jeden z pierwszych operatorów satelitarnych. Zajmuje się realizacją światowej sieci łączności satelitarnej.
W czasach zimnej wojny obejmowała ZSRR i jej państwa satelitarne. Obecnie jest międzyrządową organizacją otwartą dla wszystkich krajów. Liczy 25 członków i zapewnia usługi satelitarne w ponad 40 krajach. W Polsce od 1974 roku łączność w ramach Intersputnika zapewniało Centrum Łączności Satelitarnej w Psarach koło Kielc (zlikwidowane w 2010).
24 kwietnia 2012 roku Przewodniczącą Rady Międzynarodowej Organizacji Łączności Kosmicznej „Intersputnik” na roczną kadencję została wybrana Polka, Magdalena Gaj, prezes Urzędu Komunikacji Elektronicznej.
Polska opuściła organizację w 2025 roku (30 stycznia – wypowiedzenie Porozumienia; 12 maja – utrata mocy Porozumienia, obowiązującej w stosunku do RP).

## Możliwości
Intersputnik przy świadczeniu usług telekomunikacyjnych współpracuje z rosyjskimi operatorami satelitarnymi RSCC i Gascom (wykorzystując satelity Express-A, Express-AM i Yamal-200). Jest także oficjalnym dystrybutorem usług i zasobów operatora Eutelsat.
Od czerwca 1997 roku współpracuje także z amerykańską firmą Lockheed Martin (poprzez joint-venture Lockheed Martin Intersputnik (LMI) przy satelicie ABS 1).
Organizacja posiada dostęp do sieci 1500 stacji naziemnych.
Intersputnik prowadzi również prace nad własną siecią satelitów telekomunikacyjnych, Intersputnik-100M.

## Przynależność do innych organizacji
- Stały obserwator przy Komitecie ds. Pokojowego Wykorzystania Przestrzeni Kosmicznej ONZ
- Stały obserwator przy Międzynarodowej Unii Telekomunikacyjnej
- Stały obserwator przy UNESCO
- Członek Rady ds. Komunikacji Satelitarnej Azji i Pacyfiku
- Członek stowarzyszony Forum Global VSAT

## Państwa członkowskie
| - Afganistan - Azerbejdżan - Białoruś - Bułgaria - Czechy - Gruzja - Indie - Jemen - Kazachstan - Kirgistan - Korea Północna - Kuba - Laos |  | - Mongolia - Nikaragua - Polska (do 2025) - Rosja - Rumunia - Somalia - Syria - Tadżykistan - Turkmenistan - Ukraina - Węgry - Wietnam |